# (1601) Patry
(1601) Patry – planetoida z pasa głównego asteroid okrążająca Słońce w ciągu 3 lat i 125 dni w średniej odległości 2,23 au. Została odkryta 18 maja 1942 roku w Algiers Observatory w Algierze przez Louisa Boyera. Nazwa planetoidy pochodzi od André Patry (1902–1960), francuskiego astronoma. Przed nadaniem nazwy planetoida nosiła oznaczenie tymczasowe (1601) 1942 KA.